# Trieux (Tardoire)
Der Trieux ist ein Fluss in Frankreich, der in der Region Nouvelle-Aquitaine verläuft. Er entspringt im Gemeindegebiet von Marval, im Regionalen Naturpark Périgord-Limousin, entwässert generell in westlicher Richtung und mündet nach rund 30 Kilometern bei Le Trieux im Gemeindegebiet von Bussière-Badil als linker Nebenfluss in die Tardoire. Er durchquert auf seinem Weg die Départements Haute-Vienne und Dordogne.
Der Oberlauf, im Gemeindegebiet von Marval, ist zwar auch unter dem Namen Ruisseau de la Chautrandie bekannt, wird aber dem Fluss Trieux zugeordnet.

## Orte am Fluss
- Saint-Barthélemy-de-Bussière
- Busserolles